# Elva
Elva er en by i det sydlige Estland, med et indbyggertal på ca. 5.692 (2024).
Elva fik stadsrettigheder i 1938.